# Droga wojewódzka nr 650
Droga wojewódzka nr 650 (DW650) – droga wojewódzka o długości 89 km, łącząca DW 591 w Starej Różance z DK 65 w Gołdapi.
Droga w całości położona jest na terenie województwa warmińsko-mazurskiego i przebiega przez powiaty: kętrzyński, węgorzewski oraz gołdapski.

## Miejscowości leżące przy trasie DW650
Powiat kętrzyński
- Stara Różanka (DW 591)
- Solanka
- Srokowo

Powiat węgorzewski
- Węgorzewo (DK 63)
- Budry

Powiat gołdapski
- Banie Mazurskie
- Boćwinka
- Grabowo
- Gołdap (DK 65)

## Przebudowa drogi
W ramach Zintegrowanego Programu Operacyjnego Rozwoju Regionalnego (2004–2006):
- Przebudowa drogi wojewódzkiej nr 650 na odcinku Boćwinka - Grabowo - lata 2005-2006[a][2] - ukończony

W ramach Regionalnego Programu Operacyjnego Warmia i Mazury na lata 2007-2013:
- Rozbudowa drogi wojewódzkiej nr 650 na odcinku Srokowo – Stara Różanka i drogi wojewódzkiej nr 591 na odcinku Stara Różanka – Kętrzyn wraz z ulicami Bałtycka i Traugutta w Kętrzynie - lata 2013-2014 - ukończony[4]
- Rozbudowa drogi wojewódzkiej nr 650 na odcinku Srokowo – Węgorzewo do skrzyżowania z drogą krajową nr 63 - lata 2013-2015 - ukończony[5]
- Rozbudowa drogi wojewódzkiej nr 650 na odcinku Węgorzewo (od skrzyżowania z drogą krajową nr 63) – Banie Mazurskie - lata 2013-2015 - ukończony[6]
- Rozbudowa drogi wojewódzkiej nr 650 na odcinkach Banie Mazurskie – Boćwinka i Grabowo – Gołdap wraz ze wschodnim wylotem Gołdapi (ul. Paderewskiego) - lata 2011-2013 - ukończony[3]